# A Life in the Balance (film 1915 Lessey)
A Life in the Balance è un cortometraggio muto del 1915 diretto da George Lessey. Uno dei 28 film che Baggot girò quell'anno, diretto quasi sempre da Lessey. Sua partner, l'attrice Arline Pretty che, in quei mesi, affiancò Baggott in numerosi film.
Nel 1915, in aprile era uscito un altro A Life in the Balance: prodotto dalla  Kalem Company, il cortometraggio era il 21º episodio del serial The Hazards of Helen.

## Produzione
Il film fu prodotto dalla Independent Moving Pictures Co. of America (IMP)

## Distribuzione
Distribuito dall'Universal Film Manufacturing Company, il film - un cortometraggio in due bobine - uscì nelle sale cinematografiche USA il 4 giugno 1915.